# Niklas Carson Mattsson
Niklas Gustav Carson Mattsson, född 10 oktober 1995 i Hägerstens församling, Stockholms län, är en svensk sångare, låtskrivare och musikproducent. 

## Biografi
Niklas Carson Mattsson föddes 1995 i Hägerstens församling, Stockholms län. Han studerade teknik från 2011 till 2015 på Fridegårdsgymnasiet i Håbo kommun. 2016 startade han bolaget Carson Music AB.
Som låtskrivare har han varit delaktig i Melodifestivalen och skrivit bidragen "Party Voice" till Jessica Andersson (2018), "Norrsken (Goeksegh)" till Jon Henrik Fjällgren (2019) och "Beat of Broken Hearts" till Klara Hammarström (2021) samt skrivit låtarna "Best Time's Right Now" till Lance & Linton och "Svag" till Victor Leksell. 2020 vann låten "Svag" pris för årets svenska låt på Rockbjörnen.

## Kompositioner (låtar)

### Melodifestivalen
- 2018: Party Voice, skriven tillsammans med Fredrik Kempe, David Kreuger och Jessica Andersson.[7]
- 2019: Norrsken (Goeksegh), skriven tillsammans med Fredrik Kempe, David Kreuger och Jon Henrik Fjällgren.
- 2021: Beat of Broken Hearts, skriven tillsammans med Andreas Wijk, Fredrik Kempe och David Kreuger.

### Idol
- 2021: Weightless, skriven tillsammans med Fredrik Kempe och David Kreuger.[8]

### Övriga
- 2019: Best Time's Right Now, skriven tillsammans med Kevin Högdahl, Lance Hedman Graaf och Linton Calmroth.[9]
- 2019: Home, skriven tillsammans med Anna Bergendahl och Per Magnusson.[10]
- 2020: Svag, skriven tillsammans med Carl Silvergran, Felix Flygare Floderer, Kevin Högdahl och Victor Leksell.[11]
- 2021: Sötvattentårar, skriven tillsammans med Loreen och Petter Tarland.[12]
- 2021: Do You Ever Think of Me, skriven tillsammans med Alex Rydberg och Cassandra Ströberg.[13]
- 2022: Lyckligt slut är skriven tillsammans med Lance Hedman Graaf.
- 2022: Jag vill inte ha dig tillbaks är skriven tillsammans med Clara Klingenström och Lance Hedman Graaf.
- 2023: Medborgare av ingenstans är skriven tillsammans med Lance Hedman Graaf.